# Enraf-Nonius
Enraf-Nonius (EN) was een destijds in Delft, in de Nederlandse provincie Zuid-Holland, gevestigd bedrijf dat medische en wetenschappelijke apparaten en instrumenten vervaardigde. Het heeft zelfstandig bestaan van 1925 tot het in 1990 fuseerde met de Oldelft groep tot Delft Instruments B.V.
Het huidige Enraf-Nonius is een afsplitsing van voorgenoemde groep en is gevestigd in Rotterdam. Enraf-Nonius levert apparatuur voor fysiotherapie en medische fitness.

## Geschiedenis

### Beginjaren
Enraf is opgericht in 1925 door A.G. Hoekstra als Eerste Nederlandse Röntgenapparaten Fabriek te Rijswijk, en in 1928 verhuisde men naar de Van Leeuwenhoeksingel te Delft, waar de Technische Hogeschool Delft een goed aanknopingspunt bood. Bovendien bestond in Delft reeds vanaf het eind van de 18e eeuw een traditie op het gebied van instrumenten- en apparatenbouw. Hoekstra had contacten met zijn schoolvriend, Weemen van Noord, die vertegenwoordiger was van de Engelse röntgenapparatenfabriek Newton & Wright. Hoekstra was voordien werkzaam bij Machinefabriek Breda. Het was deze machinefabriek die de eerste apparaten zou leveren, terwijl de Gebr. Smit te Leiden de statieven zouden leveren. De merknaam van de apparaten was: "Breda" en Enraf was aanvankelijk een handelsfirma.
De zaken liepen niet zo goed, maar de commissarissen wilden geld in de onderneming steken mits deze zou breken met de Machinefabriek Breda. Aldus werd een leegstaand pand in Delft gehuurd, waar voordien de Artillerie-Inrichtingen in gevestigd was. In 1930 begon de eigen productie van de röntgenapparaten, nu onder merknamen als "Formatis", "Utilis", enz. Vanaf 1935 maakte men ook de statieven.
Tijdens de bezetting probeerde het Duitse bedrijf Seifert een belang in Enraf te verwerven, hetgeen echter niet gelukt is. In 1944 dreigde directeur Hoekstra nog in Duitsland tewerk gesteld te worden. Dit kon hij afwenden door bij Philips in dienst te treden. Toen de bevrijders in 1944 oprukten, vluchtte mededirecteur Van Noord, wegens zijn pro-Duitse gezindheid. In januari 1945 werd de fabriek door de bezetter leeggeroofd.

### Wederopbouw
Na de bevrijding werd Hoekstra enig directeur en hij bouwde het bedrijf weer op. Zijn tijd bij Philips leerde hem dat Nederland behoefte had aan een fijnmechanisch bedrijf, en voor dat doel richtte hij in 1948 de instrumentenfabriek Nonius op. Hoekstra vond dat een instrumentenfabriek weinig gemeen had met een apparatenfabriek en daarom zelfstandig moest opereren. Nonius ontwikkelde zich beter dan Enraf, en specialiseerde zich in diffractiecamera's en dergelijke. In 1965 zou Nonius overigens weer fuseren met Enraf.
Hoekstra trad af in 1954. De financiële situatie van Enraf was en bleef slecht. In 1955 verkreeg het Engelse bedrijf Evershed & Vignoles echter een deelname in Enraf, waardoor een uitgebreid gamma aan  elektronische meet- en regelapparatuur aan het assortiment werd toegevoegd. Blijkbaar was Enraf te klein en kon het de concurrentie met Philips en Siemens AG niet aan. Uiteindelijk kreeg het bedrijf eind 1955 een krediet van de Herstelbank, nodig om onder meer het verouderde machinepark te moderniseren en nieuwe producten te ontwikkelen.

### Overnames en nieuwe dochters
Vanaf de 2e helft van 1956 ging het beter, mede dankzij een ingrijpende reorganisatie die in 1959 werd afgesloten. In 1960 werd de naam veranderd in Evershed-Enraf. Nieuwe producten werden ontwikkeld, met name op het gebied van de meet- en regeltechniek. Deze activiteiten omvatten apparatuur om de olievoorraden in opslagtanks te meten, zoals niveaumeters, druksensoren en dergelijke. Ze werden in licentie van Evershed vervaardigd. In 1965 fuseerde Evershed-Enraf met Nonius en ontstond Enraf-Nonius. Nu werden buitenlandse vestigingen opgericht. In 1969 werd "Jaro" overgenomen en werd een fabriek in Ermelo geopend.
In 1970 sloot de in 1830 door Petrus Jacobus Kipp opgerichte handel in en productie van wetenschappelijke instrumenten Kipp en Zonen  zich bij Enraf-Nonius aan. Aangezien DSM de aandelen van Evershed had overgenomen werd dit bedrijf nu grootaandeelhouder. Hieruit voortvloeiend werd in 1970 een fabriek in Brunssum geopend. Daarnaast waren AKZO en Hoogovens grootaandeelhouders. Verdere overnames waren handelsonderneming J.J. Bos in 1974 en City Zwanenburg, fabrikant van gedrukte schakelingen, in 1975. Ondanks de crisis van de jaren 70 van de 20e eeuw groeide Enraf-Nonius dus door en had ongeveer 1.000 medewerkers in 1975, verdeeld over 14 vestigingen.
In 1977 werd in Emmen, met werkgelegenheidssubsidies van o.a. de Noordelijke Ontwikkelingsmaatschappij (NOM), een dochterbedrijf opgericht voor de ontwikkeling en productie van chemisch-analytische apparatuur. Aangezien de naam Kipp bij de doelgroep bekender was, kreeg deze Emmense dochter de naam Kipp Analytica. Belangrijkste producten waren gas- en vloeistofchromatografen. Deze Kipp Analytica, waar op het hoogtepunt ca. 70 mensen werkten, ging in 1982 failliet. In 1979 werd HRT Instruments, een fabrikant van tandartsapparatuur in Marum (Gr.), overgenomen.
In 1981 werd Cityprint te Almelo opgericht, een geavanceerde printplatenfabriek. In 1984 nam de ontwikkelingsmaatschappij Maatschappij voor Industriële Projecten (MIP) een belang in Cityprint en werd City Zwanenburg afgestoten. In 1987 werd ook Cityprint afgestoten.
In 1982 werd in Veendam een fabriek opgericht om de producten van Kipp en Zonen te vervaardigen.  In 1987 werd Linido overgenomen, een bedrijf dat apparatuur voor thuiszorg en revalidatie maakte, en in 1988 werd Vosko Telecomms opgericht. In deze hoogtijdagen werkten er meer dan 1000 mensen in deze onderneming.

### Beursgang en fusie
In 1986 werd Enraf-Nonius geïntroduceerd op de Amsterdamse effectenbeurs, waarna het in 1990 fuseerde met Oldelft tot Delft Instruments.

### Heden
Na diverse opsplitsingen van Delft Instruments, wordt de naam Enraf-Nonius alleen nog gebruikt door een bedrijf dat revalidatie-apparatuur en opleidingen voor fysiotherapeuten aanbiedt, met een hoofdkantoor in Rotterdam en een distributiecentrum in Echt.
Het heeft vijf specifieke productgroepen:
- Behandelbanken
- Medische fitness & revalidatie
- Fysiotechniek
- Echografie
- Shockwavetherapie

De divisie EN-Projects is specialist in grootschalige medische turn-key projecten voor ziekenhuizen en revalidatiecentra over de hele wereld.